# Amsterdams Stadsblad
Het Amsterdams Stadsblad was een huis-aan-huisblad in Amsterdam dat elke woensdag verscheen. De krant is begin jaren '20 begonnen door Carel Wiering. Hij vernoemde de krant naar zichzelf: het Wiering's Weekblad. In 1973 werd de krant omgedoopt tot het Amsterdams Stadsblad.
In de jaren 80 en 90 bestonden verschillende edities als kopblad van het Amsterdams stadsblad editie Centrum dat de hoofdeditie was. Dit betrof onder meer de Buitenveldertse Courant, de  Noord Amsterdammer, de Nieuwe Bijlmer en Nieuwsblad Gaasperdam. Deze verschenen aanvankelijk op donderdag maar later ook op woensdag. Naderhand werden deze titels opgeheven en verschenen er verschillende edities van het Amsterdams Stadsblad als bijvoorbeeld Zuid, Noord en Zuidoost.   
De oplage was op het hoogtepunt 456.000 stuks. Het bereik was toen meer dan een miljoen lezers per week. De krant verscheen sinds enkele jaren op tabloid-formaat.
Het Amsterdams Stadsblad werd uitgegeven door Weekmedia dat in augustus 2003 werd overgenomen door Erik de Vlieger nadat Het Parool de krant afstootte. Na een faillissement (in de zomer van 2005) en doorstart (via Argo Press, ook een deelneming van Erik De Vlieger), werd Weekmedia in februari 2008 overgenomen door Holland Combinatie, onderdeel van Telegraaf Media Groep N.V.. Verspreiding vond toen plaats samen met De Echo, uitgegeven door dezelfde uitgever. Het Amsterdams Stadsblad was daarbij alleen nog maar een ingevoegd katern in De Echo.
Wegens het teruglopen van de advertentieverkoop besloot de uitgever te stoppen met het Amsterdams Stadsblad. Het laatste nummer verscheen op 21 maart 2012.
Daarnaast bestaan er ook nog onder meer het Weekblad voor Ouder-Amstel. Dit bestaat in 2019 nog steeds. Andere uitgaves, waaronder Uithoornse Courant en de Aalsmeerse Courant zijn in 2009 gestopt, aangezien Telegraaf Media Groep NV de voorkeur aan de bestaande titel Witte Weekblad gaf.
Van het Amstelveens weekblad bestond er naast de betaalde uitgebreide editie ook nog een minder uitgebreide gratis editie. Op 9 juni 2014 stopte het Amstelveens Weekblad aangezien het Amstelveens Nieuwsblad en Amstelveens Weekblad in handen van dezelfde eigenaar was gekomen. Anno 2025 bestaat Amstelveens Nieuwsblad nog steeds als uitgave van Regio Media Groep van Frits Raadsheer en Mark van der Ouw.
De link tussen Stadsblad De Echo en Amstelveens Nieuwsblad en Weekblad Ouder Amstel is per 14 juni 2017 beëindigd, aangezien Amstelveens Nieuwsblad en Weekblad Ouder Amstel zijn overgenomen door BDUmedia die na een overname van Em. de Jong de titels in oktober 2024 doorverkocht aan Regio Media Groep. 
Stadsblad De Echo verscheen op 18 december 2019 voor het laatst.